# PortableApps.com
PortableApps.com ist eine Website, auf der portable Versionen von über 400 freien oder quelloffenen Programmen unterschiedlicher Kategorien für Windows angeboten werden.
Für die Programmverwaltung lokal, in einer Cloud oder auf einem externen Speichermedium sowie zur Desktopintegration wird eine PortableApps.com Platform angeboten, die auch einen App Store enthält. Bei der Installation wird zunächst die Plattform in ein übergeordnetes PortableApps-Verzeichnis entpackt. Die .paf.exe-Dateien entpacken sich nach Aufruf in Unterverzeichnisse. Auch anderweitig verfügbare portable Anwendungen können durch Kopieren in ein Unterverzeichnis in die Plattform integriert und im Menü angezeigt werden. Die Programmpakete können aber auch direkt von der Webseite heruntergeladen und ohne die Plattform entpackt und benutzt werden.
Mit Veröffentlichung der PortableApps.com Plattform- Version 23.0 vom Dezember 2022 ist nun auch eine vollständige "Wine/Linux/ReactOS-Erkennung"  in dieser Software enthalten und somit ist nun die PortableApps.com Plattform auch mit den meisten Linux-Distributionen nutzbar.